# Rhamphostomella spinigera
Rhamphostomella spinigera är en mossdjursart som beskrevs av Lorenz 1886. Rhamphostomella spinigera ingår i släktet Rhamphostomella och familjen Romancheinidae. Inga underarter finns listade i Catalogue of Life.